# Rio Bido
O Rio Bido é um rio da Romênia afluente do Rio Ponor, localizado no distrito de Caraş-Severin.